# Tagewählkalender (Mesopotamien)
Tagewählkalender waren im Alten Mesopotamien die Grundlage für eine qualitative Bestimmung der Tage des Monats und des Jahres (Tagewählerei oder Hemerologie). Darin wurden die Tage als günstig oder ungünstig bewertet und teilweise für einzelne Tage auch Empfehlungen zum Verhalten sowie Vorhersagen gegeben.

## Hintergrund
Die ältesten Nachweise der Tagewählerei liegen aus dem dritten vorchristlichen Jahrtausend vor. Eine große Bedeutung erlangte der seit etwa 1500 v. Chr. dokumentierte Babylonische Almanach. Im weiteren Verlauf nahm die Bedeutung der Tagewählerei ab dem elften Jahrhundert v. Chr. zu, wie etwa die Keilschrifttexte aus der Bibliothek des Aššurbanipal im siebten Jahrhundert v. Chr. zeigen. Gebräuchlich war sie auch im Achämeniden- und Seleukidenreich.
In kurzen Abhandlungen wurden zumeist nur die günstigen Tage (Sumerogramm „U4.MEŠ DÙG.GA.MEŠ“) benannt. Bekannt sind die Texte der „sieben Weisen“ aus Nippur, Babylon, Eridu, Uruk, Ur, Larsa und Sippar. Ausführliche Versionen wie der Babylonische Almanach teilten das Jahr in zwölf Monate, wobei jedem Monatstag eine besondere Aussage zugeordnet war. So gab es beispielsweise günstige Tage für Gerichtsverhandlungen oder ungünstige Tage für Audienzen beim Herrscher. Ergänzend wurden Angaben zu Opfer-, Enthaltungs- und Tabutagen (beispielsweise Nahrungsmittel) gemacht. Darüber hinaus wurden die Kalender auch für Vorhersagen herangezogen, so etwa über den Verlauf einer Krankheit aufgrund des Tages, an dem sie auftrat. Derartige Wochentags-Krankheitsprognosen finden sich auch im europäischen Mittelalter wieder.